# ESGN
ESGN è il primo album del rapper statunitense Freddie Gibbs, pubblicato nel 2013.
Su Metacritic ottiene un punteggio di 73/100, voto basato su 5 recensioni.

## Tracce
1. Lil' Sodi – 1:52 – Lord Zedd
2. The Real G Money – 3:11 – Lifted
3. Came Up – 3:46 – Lord Zedd
4. Hundred Thousand (featuring G-Wiz & Hit Skrewface) – 3:19 – League of Starz
5. D.O.A. (featuring G-Wiz & Big Kill) – 3:12 – Big Jerm, Sayez, J Reese
6. Lay It Down – 3:17 – Willie B
7. I Seen A Man Die (featuring Lil Sodi) – 3:38 – The Colleagues
8. Have U Seen Her (featuring Hit Skrewface) – 4:01 – SMKA
9. One Eighty Seven (featuring Problem) – 3:29 – SAP
10. Eastside Moonwalker – 2:46 – GMF
11. F.A.M.E. (featuring Daz Dillinger & Spice 1) – 4:14 – Cardo
12. Paper (featuring Y.B.) – 5:32 – Lifted
13. The Color Purple – 3:45 – Tone Mason
14. Certified Live (featuring G-Wiz & Jay Rock) – 3:24 – Lifted
15. Ten Packs of Backwoods (featuring D-Edge) – 3:13 – Big Jerm, Sayez
16. Dope In My Styrofoam (featuring G-Wiz & G.I. Fleezy) – 4:12 – Like O
17. 9mm (featuring G.I. Fleezy & G-Wiz) – 4:28 – Fire & Ice
18. Lose Control (featuring BJ the Chicago Kid) – 5:53 – Superville
19. Freddie Soprano – 3:56 – Big Jerm, Sayez
20. Murda Dem (featuring G.I. Fleezy & Big Kill) – 4:48 – Fire & Ice

## Classifiche settimanali
| Classifica (2013)         | Posizione massima |
| ------------------------- | ----------------- |
| US Heatseekers Albums     | 6                 |
| US Independent Albums     | 40                |
| US Top R&B/Hip-Hop Albums | 24                |
| US Top Rap Albums         | 17                |